# Ronald Fuentes
Ronald Hugo Fuentes Núñez (født 22. juni 1969 i Santiago, Chile) er en tidligere chilensk fodboldspiller (forsvarer).
Fuentes tilbragte hele sin karriere i hjemlandet, hvor han spillede for henholdsvis Cobresal og Universidad de Chile. Med Universidad var han med til at vinde hele fire chilenske mesterskaber.
Fuentes spillede desuden 50 kampe og scorede ét mål for det chilenske landshold. Han repræsenterede sit land ved VM i 1998 i Frankrig. Her spillede han alle sit holds fire kampe i turneringen, hvor chilenerne blev slået ud i 1/8-finalen. Han var også med til at vinde bronze ved Copa América i 1991.